# 下平站
下平站（日语：／ Shimodaira eki */?）是位於日本長野縣下伊那郡高森町山吹的東海旅客鐵道（JR東海）飯田線車站。

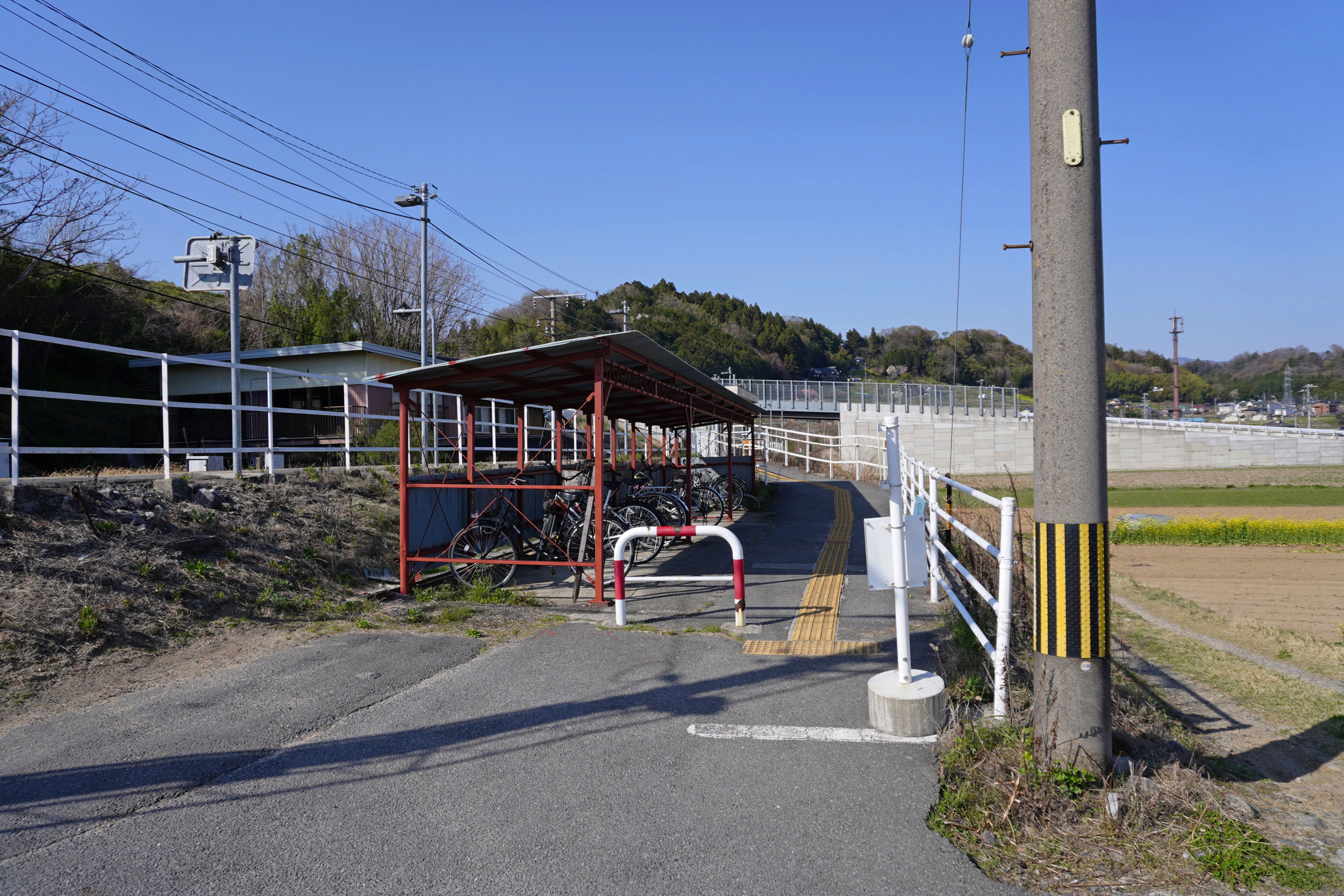
入口(2023年4月)

## 車站構造
- 單式月台，1面1線，不可以列車交會。
- 地面車站。
- 由飯田站管理的無人站。
- 設有候車室。

## 車站周邊
- 天龍川
- 國道153號
- Apita高森店
- 伊藤典禮社高森齋場
- Cainz高森店
- 大型彈弓店

## 历史
- 1923年（大正12年）3月13日 - 伊那電氣鐵道線山吹站至市田站延伸段啟用。新設下平停車站。
- 1943年（昭和18年）8月1日 - 伊那電氣鐵道線國有化，成為國鐵飯田線車站。當時，在東海道本線濱松站至名古屋站、飯田線各站、中央本線上諏訪站至鹽尻站、松本站上車的乘客可使用本車站。
- 1954年（昭和29年）12月1日 - 在東京都區內的車站與長野站上車的乘客也可使用本車站。
- 1971年（昭和46年）4月1日 - 旅客上落車站的制限廢除。
- 1987年（昭和62年）4月1日 - 因國鐵分割民營化，本站成為東海旅客鐵道的車站。

## 相鄰車站
東海旅客鐵道
 飯田線
■快速「水篶」
通過
■普通
市田－下平－山吹